# Frederick Scott Archer

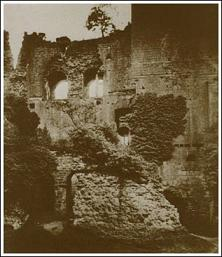
Col·lodió de Frederick Scott Archer

Frederick Scott Archer (1813–1857) va néixer en Bishop's Stortford en el Regne Unit va ser escultor i és conegut per haver inventat el procés fotogràfic del col·lodió humit, antecessor de la pel·lícula fotogràfica moderna.

## Biografia
Scott Archer era el fill d'un carnisser de Hertford que va anar a Londres per fer un aprenentatge com argenter.
Més tard, es va convertir en un  escultor i es va trobar que el calotip era útil com una forma de capturar imatges de les seves escultures.
Es va fer famós en publicar les seves recerques sobre la piroxilina a la revista anglesa The Chemist al març de 1851. No obstant això, la invenció està disputada amb Louis Menard i Gustave Le Gray que amb anterioritat havien proposat la possibilitat d'usar un procés fotogràfic basat en el colodió. Més tard desenvoluparia l'ambrotip juntament amb Peter Fry, però no va aconseguir patentar ni explotar econòmicament els seus invents i va morir arruïnat.
Està enterrat en el Cementiri de Kensal Green a Londres.